# Egenolfia medogensis
Egenolfia medogensis là một loài thực vật có mạch trong họ Lomariopsidaceae. Loài này được Ching & S.K. Wu mô tả khoa học đầu tiên năm 1983.